# Civil Air Patrol

Kokarde

Die Civil Air Patrol (CAP; deutsch Zivile Luftpatrouille) ist eine zivile Einheit der United States Air Force. Sie wurde am 1. Dezember 1941 durch den 9. Verwaltungsbeschluss gegründet und der erste Befehlshaber war Major General John Francis Curry. Im Zweiten Weltkrieg wurden durch die CAP mindestens zwei deutsche U-Boote versenkt. Heute wird sie nicht mehr zu Kriegszwecken genutzt, sondern zu gemeinnützigen und Lehrzwecken in den Vereinigten Staaten. Es handelt sich um eine freiwillige Organisation, die aus Luftfahrt-orientierten Mitgliedern sämtlicher familiärer Hintergründe besteht.
Die CAP zählt zu den Behörden und Organisationen mit Sicherheitsaufgaben. Zusätzlich ist sie zuständig für die Luft- und Raumfahrtausbildung Jugendlicher, sowie Botendienste und Heimatschutz. Es werden auch Aufträge für staatliche sowie private Agenturen ausgeführt.
Im Zweiten Weltkrieg war die Civil Air Patrol eine Möglichkeit, um auch die Luftfahrzeuge der Bürger militärisch einzusetzen. Die Organisation nahm sich einiger Aufgaben an, zu denen unter anderem U-Jagd, Kriegsführung, Grenzpatrouille und Kurierdienste gehörten. Insgesamt wurden 173 feindliche U-Boote gesichtet. Obwohl es sich um eine freiwillige Einheit ohne Ausbildung und Entwicklung handelte, übertrafen die Leistungen der Organisation alle Erwartungen.
Am Ende des Zweiten Weltkrieges wurde die Civil Air Patrol eine zivile Einheit der United States Air Force. Die Vereinigungsurkunde besagt, dass die CAP nie wieder in Kampfeinsätze verwickelt sein solle, sondern nur noch zu wohltätigen Zwecken eingesetzt werden solle. Innerhalb der Vereinigten Staaten werden noch Rettungsaufträge ausgeführt. Nach den Terroranschlägen am 11. September 2001 wurden die ersten Luftaufnahmen des World Trade Centers von der Civil Air Patrol beschafft und Blutspenden transportiert.

## Mitglieder und Assoziierte
- Maxwell Frost, US-amerikanischer Politiker
- Lee Harvey Oswald, Kennedy-Attentäter
- Kristi Noem, Heimatschutzministerin